# Leichtathletik-Europameisterschaften 2010/Teilnehmer (Mazedonien)
Mazedonien meldete zwei Sportler für die Leichtathletik-Europameisterschaften 2010 vom 27. Juli bis zum 1. August in Barcelona.
| Wettbewerb | Männer                    | Frauen                   |
| ---------- | ------------------------- | ------------------------ |
| 100 m      |                           | Ivana Rožman (31. Platz) |
| Dreisprung | Redjep Selman (27. Platz) |                          |